# Хокей на траві на літніх Олімпійських іграх 1996
Змагання з хокею на траві на літніх Олімпійських іграх 1996 в Атланті тривали з 20 липня до 2 серпня в Коледжі Морріса Брауна. Розіграно 2 комплекти нагород: серед жіночих та чоловічих збірних. Змагалися 12 чоловічих та 8 жіночих збірних.

## Чоловічий турнір
| Золото | Срібло | Бронза |
| Нідерланди (NED) Жак Брінкман Флоріс Ян Бовеландер Маурітс Крукк Марк Деліссен Єрун Делме Тако ван ден Гонерт Ерік Язет Роналд Янсен Лео Клейн Ґеббінк Брам Ломанс Тен де Ноєр Ваутер ван Пелт Стефан Вейн Ґюс Воґелс Тіхо ван Мер Ремко ван Вейк | Іспанія (ESP) Жауме Амат Поль Амат Хав'єр Арнау Жорді Арнау Оскар Баррена Іґнасіо Кобос Жуан Дінарес Хуан Ескарре Шав'єр Ескуде Жуанчо Гарсія-Мауріньйо Антоніо Гонсалес Рамон Жуфреза Жоакім Малгоза Віктор Пужол Рамон Сала Пабло Усос | Австралія (AUS) Марк Гейґер Стівен Девіс Баден Чоппі Лаклан Елмер Стюарт Каррузерс Ґрант Сміт Деймон Ділетті Лаклан Дреер Брендан Ґарард Пол Ґодуан Пол Льюїс Меттью Сміт Джей Стейсі Деніел Спрул Кен Ворк Майкл Йорк |

## Жіночий турнір
| Золото | Срібло | Бронза |
| Австралія (AUS) Мішелл Ендрюс Елісон Еннан Луїс Добсон Реніта Фаррелл Джульєт Гаслам Решелл Гоукс Кловер Мейтленд Карен Марсден Дженн Морріс Нова Періс-Нібон Джекі Перейра Катріна Пауелл Ліза Пауелл Денні Рош Кейт Старр Ліан Тут | Південна Корея (KOR) Чан Ин Чон Чо Ин Чон Чхой Ин Кьон Чхой Мі Сун Чон Йон Сон Чін Ток Сан Кім Мьон Ок Квон Су Хьон Квон Чхан Сук Лі Ин Кьон Лі Ин Йон Лі Чі Йон Лім Чон Сук О Син Сін У Хьон Чон Ю Че Сук | Нідерланди (NED) Сузанне Плесман Ділліанне ван ден Боґард Флорентіне Стенберґе Віллемейн Дуйстер Мейнтьє Доннерс Флер ван де Кіфт Нікол Кулен Єаннетте Левін Вітске де Рейтер Еллен Кейперс Марґ'є Теувен Кароле Тате Жаклін Токсопеус Стелла де Гейн Нор Голсбур Сюзан ван дер Вілен |